# Стрелец (знак зодиака)

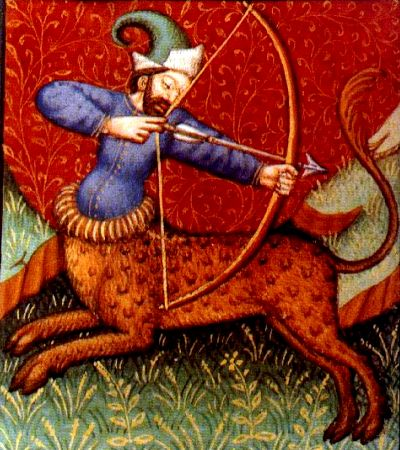
Стрелец из «Фастольфского часослова», ныне в Бодлианской библиотеке Оксфордского университета; худ. неизвестный Мастер Фастольфа; ок. 1440—1450

Стреле́ц (лат. Sagittarius) — девятый знак зодиака, соответствующий сектору эклиптики от 240° до 270°, считая от точки весеннего равноденствия; мутабельный (меняющийся) знак тригона (трёх знаков) «огня». Знаку Стрельцу отводится период с 23 ноября по 22 декабря. Не следует путать знак Стрельца и созвездие Стрельца, в котором солнце находится с 18 декабря по 18 января.  
Изображается кентавром, готовым выпустить стрелу; выражает гармонию животного тела (круп лошади), человеческой души (грудь) и духа (голова). В Стрельце выражены энергичность и целеустремлённость.
Как все зодиакальные знаки стихии огня, это мужской, положительный (движение по часовой стрелке) и активный дом Солнца. Его качества из четырёх элементарных — «горячий» и «сухой». Это «обитель» Юпитера, а «в изгнании» (обитель напротив) — планета Меркурий. Связанные со знаком мифы — об Энкиду (из «Эпоса о Гильгамеше»), о кентавре Хироне и Орионе. В схематическом делении тела человека на 12 частей — управляет тазовой областью и бёдрами, а также дыхательными путями.

## Западная астрология
В западной астрологии считается, что Солнце находится в знаке Стрельца приблизительно с 23 ноября по 22 декабря. Не следует путать знак Стрельца с созвездием Стрельца, в котором Солнце находится с 18 декабря по 18 января.
Знаком Стрельца управляет Юпитер и здесь в изгнании Меркурий.

## Графический символ
Изначально знак Стрельца изображается в образе кентавра, олицетворяя собой полуживотное и получеловека. В дальнейшем арийская культура изменила символ на Лучника верхом на белом коне. В настоящее время астрологическим символом стала стрела и часть лука.
Символ Стрельца ♐ (может не отображаться в некоторых браузерах) в Юникоде находится под десятичным номером 9808 или шестнадцатеричным номером 2650 и может быть введён в HTML-код как &#9808; или &#x2650;.

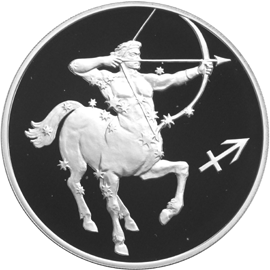
Российская монета «Стрелец»
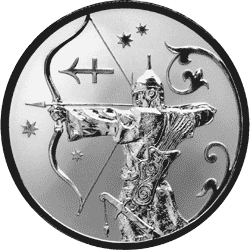
Российская монета «Стрелец»
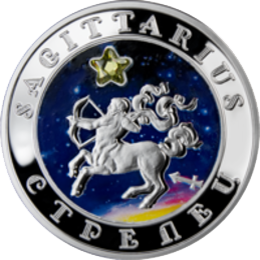
Армянская серебряная монета «Стрелец»
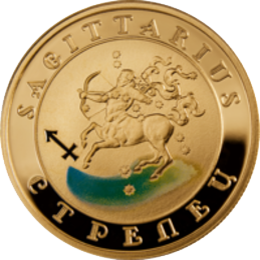
Армянская золотая монета «Стрелец»

## Отображение в культуре

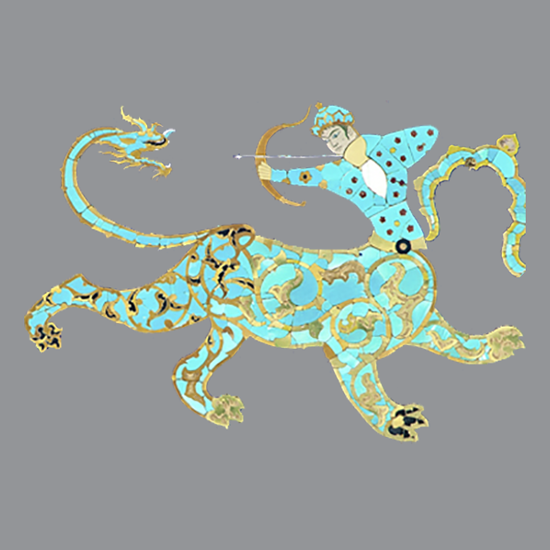
Флаг Исфахана

Кентавр-стрелец изображён на флаге города Исфахан.